# Daniel Enrique Núñez Núñez
Daniel Enrique Núñez Núñez (ur. 13 maja 1927 w Ocú, zm. 11 stycznia 1999) – panamski duchowny katolicki, biskup diecezjalny David 1964-1999.
Święcenia kapłańskie otrzymał 19 lipca 1953.
4 czerwca 1964 papież Paweł VI mianował go biskupem diecezjalnym David. 2 sierpnia 1964 z rąk arcybiskupa Antonino Pinciego przyjął sakrę biskupią. Funkcję sprawował aż do śmierci.
Zmarł 11 stycznia 1999.